# Chlotrudis Awards/Beste Regie
Seit 1997 wird bei den Chlotrudis Awards der Beste Regisseur geehrt.
| Statistik                                     |                                                                                  |
| Am häufigsten honorierter Regisseur           | Ang Lee, Asghar Farhadi, Hirokazu Koreeda und Debra Granik (zwei Auszeichnungen) |
| Am häufigsten nominierter Regisseur           | Hirokazu Koreeda (sechs Nominierungen)                                           |
| Am häufigsten nominierter Regisseur ohne Sieg | Claire Denis und Sarah Polley (drei Nominierungen)                               |

## Ausgezeichnete Regisseure
| Jahr | Regisseur                                        | Film                                             | Weitere Nominierte |
| ---- | ------------------------------------------------ | ------------------------------------------------ | --- |
| 1997 | Joel Coen                                        | Fargo                                            | Danny Boyle für Trainspotting – Neue Helden Steve Buscemi für Trees Lounge – Die Bar, in der sich alles dreht Mike Leigh für Lügen und Geheimnisse Billy Bob Thornton für Sling Blade – Auf Messers Schneide Larry und Andy Wachowski für Bound – Gefesselt Jerry Zaks für Marvins Töchter                   |
| 1998 | Curtis Hanson                                    | L.A. Confidential                                | Atom Egoyan für Das süße Jenseits Ang Lee für Der Eissturm Angela Pope für Hollow Reed – Lautlose Schreie Alan Rickman für The Winter Guest |
| 1999 | Roberto Benigni                                  | Das Leben ist schön                              | Darren Aronofsky für Pi Lisa Cholodenko für High Art Bill Condon für Gods and Monsters John Madden für Shakespeare in Love Todd Solondz für Happiness |
| 2000 | Spike Jonze                                      | Being John Malkovich                             | Paul Thomas Anderson für Magnolia Bernardo Bertolucci für Shandurai und der Klavierspieler Joan Chen für Tian yu David Mamet für Winslow Boy Sam Mendes für American Beauty Kimberly Peirce für Boys Don’t Cry Tom Tykwer für Lola rennt                                                                     |
| 2001 | Ang Lee                                          | Tiger and Dragon                                 | Darren Aronofsky für Requiem for a Dream Claire Denis für Der Fremdenlegionär Majid Majidi für Die Farben des Paradieses Eric Mendelsohn für Judy Berlin Jeremy Podeswa für The Five Senses Steven Soderbergh für Traffic – Macht des Kartells Julie Taymor für Titus Lars von Trier für Dancer in the Dark  |
| 2002 | Christopher Nolan Publikumspreis: David Lynch    | Memento Mulholland Drive – Straße der Finsternis | Todd Field für In the Bedroom Alejandro González Iñárritu für Amores Perros Richard Linklater für Waking Life Takashi Miike für Audition John Cameron Mitchell für Hedwig and the Angry Inch Tom Tykwer für Der Krieger und die Kaiserin Liv Ullmann für Die Treulosen Wong Kar-Wai für In the Mood for Love |
| 2003 | Todd Haynes Publikumspreis: Paul Thomas Anderson | Dem Himmel so fern Punch-Drunk Love              | Pedro Almodóvar für Sprich mit ihr Michael Haneke für Die Klavierspielerin Richard Kelly für Donnie Darko Zacharias Kunuk für Atanarjuat – Die Legende vom schnellen Läufer Mira Nair für Monsoon Wedding Phillip Noyce für Long Walk Home                                                                   |
| 2004 | Sofia Coppola                                    | Lost in Translation                              | Shari Springer Berman und Robert Pulcini für American Splendor Danny Boyle für 28 Days Later Claire Denis für Vendredi soir David Gordon Green für All the Real Girls Lukas Moodysson für Lilja 4-ever Lynne Ramsay für Morvern Callar                                                                       |
| 2005 | Lucas Belvaux                                    | Trilogie: Après la vie – Nach dem Leben          | Tsai Ming-liang für Goodbye, Dragon Inn Pen-Ek Ratanaruang für Last Life in the Universe Andrei Petrowitsch Swjaginzew für The Return – Die Rückkehr Guy Maddin für The Saddest Music in the World Jonathan Caouette für Tarnation David Gordon Green für Undertow                                           |
| 2006 | Ang Lee                                          | Brokeback Mountain                               | George Clooney für Good Night, and Good Luck. Werner Herzog für Grizzly Man Kim Ki-duk für Bin-jip Hirokazu Koreeda für Nobody Knows Bennett Miller für Capote Wong Kar-Wai für 2046 |
| 2007 | Michael Haneke                                   | Caché                                            | Pedro Almodóvar für Volver – Zurückkehren Fernando Eimbcke für Mexican Kids – Temporada de patos David Lynch für Inland Empire Deepa Mehta für Water |
| 2008 | Paul Thomas Anderson                             | There Will Be Blood                              | Ethan und Joel Coen für No Country for Old Men Julia Loktev für Zwei Tage Zwei Nächte Sarah Polley für An ihrer Seite Julian Schnabel für Schmetterling und Taucherglocke Tsai Ming-liang für I Don't Want to Sleep Alone                                                                                    |
| 2009 | Mike Leigh und Guy Maddin                        | Happy-Go-Lucky My Winnipeg                       | Cristian Mungiu für 4 Monate, 3 Wochen und 2 Tage Tomas Alfredson für So finster die Nacht Kelly Reichardt für Wendy and Lucy |
| 2010 | Hirokazu Koreeda                                 | Aruitemo aruitemo                                | Claire Denis für 35 Rum Michael Haneke für Das weiße Band – Eine deutsche Kindergeschichte Werner Herzog für Bad Lieutenant – Cop ohne Gewissen Götz Spielmann für Revanche |
| 2011 | Debra Granik                                     | Winter’s Bone                                    | Tze Chun für Children of Invention Banksy für Exit Through the Gift Shop Xavier Dolan für J’ai tué ma mère Joon-ho Bong für Madeo |
| 2012 | Asghar Farhadi                                   | Nader und Simin                                  | Takashi Miike für Jūsan-nin no shikaku Mike Leigh für Another Year Sean Durkin für Martha Marcy May Marlene Michel Hazanavicius für The Artist Lars von Trier für Melancholia |
| 2013 | Wes Anderson                                     | Moonrise Kingdom                                 | Benh Zeitlin für Beasts of the Southern Wild Sarah Polley für Take This Waltz Jacques Audiard für De rouille et d’os Michaël R. Roskam für Bullhead Hirokazu Koreeda für Kiseki |
| 2014 | Asghar Farhadi                                   | Le passé                                         | Thomas Vinterberg für Jagten Noah Baumbach für Frances Ha Ulrich Seidl für Paradies: Glaube Sarah Polley für Stories We Tell |
| 2015 | Hirokazu Koreeda                                 | Like Father, Like Son                            | Jan-Ole Gerster für Oh Boy Joanna Hogg für Archipelago Alejandro González Iñárritu für Birdman oder (Die unverhoffte Macht der Ahnungslosigkeit) Richard Linklater für Boyhood Paweł Pawlikowski für Ida |
| 2016 | Todd Haynes                                      | Carol                                            | Hou Hsiao-Hsien für The Assassin (Nie yin niang) Kornél Mundruczó für Underdog Abderrahmane Sissako für Timbuktu Peter Strickland für The Duke of Burgundy Damián Szifron für Wild Tales – Jeder dreht mal durch!                                                                                            |
| 2017 | Barry Jenkins                                    | Moonlight                                        | Jia Zhangke für Mountains May Depart (Shan he gu ren) Hirokazu Koreeda für Unsere kleine Schwester Kelly Reichardt für Certain Women Apichatpong Weerasethakul für Cemetery of Splendour |
| 2018 | Jim Jarmusch                                     | Paterson                                         | Brett Haley für The Hero Hirokazu Koreeda für After the Storm Eliza Hittman für Beach Rats Kogonada für Columbus Luca Guadagnino für Call Me by Your Name |
| 2019 | Chloé Zhao und Debra Granik                      | The Rider Leave No Trace                         | Alfonso Cuarón für Roma Hirokazu Koreeda für Shoplifters – Familienbande Josephine Decker für Madeline's Madeline Luca Guadagnino für Suspiria |
| 2020 | Ísold Uggadóttir und Bong Joon-ho                | Und atmen Sie normal weiter Parasite             | Lulu Wang für The Farewell Joe Talbot für The Last Black Man in San Francisco Robert Eggers für Der Leuchtturm Zhang Yimou für Shadow |
| 2021 | Eliza Hittman                                    | Niemals Selten Manchmal Immer                    | Kantemir Balagow für Bohnenstange Darius Marder für Sound of Metal Kelly Reichardt für First Cow Céline Sciamma für Porträt einer jungen Frau in Flammen |